# 噴火山の女
『噴火山の女』（ふんかざんのおんな、イタリア語: Vulcano）は、1950年製作のイタリア映画。撮影は1949年夏。1950年1月21日に検閲記録。
本来、ロベルト・ロッセリーニがアンナ・マニャーニのために企画していた作品だったが、その企画はイングリッド・バーグマン主演の『ストロンボリ』となったため、それに対抗して、同じ火山島であるヴルカーノ島を舞台に、一部はサリーナ島で撮影された。
日本では松竹洋画部とイタリフィルムが共同配給し、1953年3月10日より、武蔵野館、テアトル銀座、テアトル渋谷、五反田セントラル、人形町武蔵野館、池袋ロサ、江東吉本劇場、松坂シネマ、浅草松竹座にて一斉公開。

## ストーリー
シチリア島の北方、エオリア諸島にあるヴルカーノ島は水道も電話もない辺境の火山島であった。そのヴルカーノ島にマッダレーナ（アンナ・マニャーニ）が18年ぶりに帰ってくる。妹のマリア（ジェラルディン・ブルックス）と弟のニーノ（エンツォ・スタヨーラ）は姉のマッダレーナを温く迎えたが、村人たちがマッダレーナを見る眼は冷たかった。
3人は軽石の切出場で働くが、そこで働く女たちの口からマッダレーナの過去が告げられる。どこからともなく流れてきた潜水夫のドナート（ロッサノ・ブラッツィ）が、そんな3人の生活に入ってきて、マリアを誘惑し始める。世間知らずのマリアはドナートに口説かれて、アメリカに許婚者がいるにもかかわらず、ドナートとの甘い未来を想うようになった。マッダレーナは妹・マリアに忠告するが、マリアは姉・マッダレーナの嫉妬からの忠告と誤解する。マッダレーナは妹からドナートを離すために、ドナートに身を委せるが、却ってマリアの気持ちは強まる。
マッダレーナは最後の手段として潜水中のドナートへ送られていた空気を停める。
警察の調べにより、ドナートが指名手配中であり、許婚者からマリアへの手紙を隠し持っていたことも分かる。その頃、突然、島の火山が噴火を始める。逃げ惑う人々の中、殺人の罪を犯したマッダレーナは生きる望みも失い、一人静かに歩むのであった。

## キャスト
- マッダレーナ - アンナ・マニャーニ
- ドナート - ロッサノ・ブラッツィ
- マリア - ジェラルディン・ブルックス（英語版）
- ニーノ - エンツォ・スタヨーラ（英語版）